# 3611 Dabu
3611 Dabu (1981 YY1) là một tiểu hành tinh vành đai chính được phát hiện ngày 20 tháng 12 năm 1981 bởi Đài thiên văn Tử Kim Sơn ở Nanking.